# Taille du vagin humain
La taille du vagin humain, ses dimensions et sa forme sont d'une grande importance pour la médecine et la chirurgie ; il ne semble pas y avoir une seule façon de caractériser la taille et la forme du vagin. Des variations de taille et de forme existent d'un individu à un autre, mais aussi chez une même femme, dans une certaine mesure, selon le niveau d'excitation sexuelle  et les rapports sexuels. La parité est associée à une augmentation significative de la longueur du fornix vaginal (en). L'effet de la parité peut se faire par l'intermédiaire de l'étirement et de l'allongement du bassin lors de l'accouchement par voie vaginale.
Le vagin n'a pas fait l'objet de recherches aussi intensives que celles concernant la taille du pénis chez l'homme. Pour la gynécologue chirurgienne Delphine Hudry, il n'y a pas de vagin trop petit (sauf cas de malformation) en raison de la capacité du vagin à s'étendre. La médecin indique également que normaliser la taille peut être dangereux, et que fonctionnalité et ressenti sont plus importants.

## Dimensions à l'état de base
Une étude réalisée en 1996 par Pendergrass et coll. à l'aide de moulages en polysiloxane de vagin d'une femme caucasienne de 39 ans, a trouvé les plages de dimensions suivantes :
- longueur (mesurée à l'aide de tiges) : de 6,86 à 14,81 cm ;
- largeur : de 4,8 à 6,3 cm ;
- diamètres introital : de 2,39 à 6,45 cm.

Une deuxième étude, réalisée par le même groupe, a montré des variations importantes de taille et de forme entre les vagins de femmes de différents groupes ethniques. Deux études ont montré un large éventail de formes vaginales, décrites par les chercheurs comme ayant des « côtés parallèles, de forme conique, en cœur, [...] » et formes de « graines de citrouille ». Barnhart et coll., cependant, n'étaient pas en mesure de caractériser la forme du vagin comme un « cœur, des graines de citrouille ou des côtés parallèles » comme suggéré par les études précédentes.
Une étude de 2003 réalisée par l'équipe de Pendergrass et al. utilisant également des pièces moulées en tant que méthode de mesure, a trouvé des mesures de surfaces vaginales allant de 65,73 à 107,07 cm2, avec une moyenne de 87,46 cm2 et un écart type de 7,80 cm2.
Des recherches publiées en 2006 par Barnhart et al., ont trouvé les dimensions moyennes suivantes, sur la base de scans IRM de 28 femmes :
- longueur moyenne du cervix à l'introitus (en) : 6,27 cm ;
- largeur moyenne :
  - au vagin proximal : 3,25 cm,
  - au diaphragme pelvien : 2,78 cm,
  - à l'introitus : 2,62 cm.

## Dimensions pendant l'excitation sexuelle
Lawrence, citant Masters and Johnson's Human Sexual Response (1966), a établi que les pages 73 et 74 de ce livre montraient que la profondeur vaginale standard des participantes de Masters and Johnson's allait de 7 cm à 8 cm dans un état non stimulé, à 11 cm à 12 cm pendant l'excitation sexuelle avec un spéculum en place.

## Dimensions des dispositifs médicaux utilisés dans le vagin
Il ne semble pas y avoir de grandes variations dimensionnelles vaginales chez une même femme. Compte tenu de la grande variation des dimensions relevées, il est plus que probable qu'une taille d'appareil vaginal ne s'adapte pas à tous les vagins.

## Dimensions du néo-vagin chirurgicalement créé
La profondeur du néo-vagin créé par la chirurgie de réassignation sexuelle MtF est généralement limitée par la longueur du fascia recto-vésical, et elle est comprise entre 11 cm et 12 cm, donc dans la gamme du vagin des femmes cis.